# Gungwe
Gungwe is een dorp in het district North-East in Botswana. De plaats telt 545 inwoners (2011).